# Гохт (річка)
Гохт (вірм. Գողթ) — гірська річка в Араратському марзі Вірменії. Починається на західних схилах центральної частини Гегамських гір і, впадаючи зліва в річку Воскеюр, утворює річку Азат. Розташована у центральній частині країни, за 20 км на схід від Єревана. Довжина річки 16 км.
Територія навколо Гохта в основному складається з луків і досить густо заселена — 155 жителів на квадратний кілометр. У районі переважає холодний степовий клімат. Середня річна температура в області становить 12 °C. Найтеплішим місяцем є серпень із середньою температурою 29 °C, а найхолоднішим січень із −10 °C. Середньорічна кількість опадів становить 655 міліметрів. Найвологіший місяць — травень, в середньому 100 мм опадів, а найпосушливіший — серпень, коли випадає 18 мм опадів.